# Euphylidorea auripennis
Euphylidorea auripennis är en tvåvingeart som först beskrevs av Alexander 1926.  Euphylidorea auripennis ingår i släktet Euphylidorea och familjen småharkrankar. Inga underarter finns listade i Catalogue of Life.